# 하세가와 모토키
하세가와 모토키(일본어: 長谷川 元希, 1998년 12월 10일~)는 일본의 축구 선수이다.

## 구단 경력
그는 2020년 J2리그의 방포레 고후에 입단했다. 2023년까지 117경기에 출전하여, 22득점을 넣었다. 2024년 J1리그의 알비렉스 니가타로 이적했다.